# کاج سفید چینی
کاج سفید چینی (نام علمی: Pinus armandii) نام یک گونه از سرده درخت کاج است.